# 콘스탄티노폴리스의 요안니스 8세
트라페준타 태생의 요안니스 8세 크시필리노스(그리스어: Ιωάννης Η΄ Ξιφιλίνος; 1010년경 – 1075년 8월 2일)는 동로마 제국의 지식인이자 법학자이며, 1064년부터 1075년까지 콘스탄티노폴리스 총대주교였다. 그는 요약자(Epimator) 요안니스 크시필리노스의 삼촌이었으며, "법학 연구 방법론 분야의 혁신자"로 간주된다.

## 초기 경력
요안니스 크시필리노스는 트라페준타에서 태어났다. 그는 콘스탄티노폴리스 대학교에서 학업을 계속했고 마침내 법률학교의 노모필락스가 되었다. 나중에 그는 수도사가 되었고 종내에 콘스탄티노스 10세 두카스 황제 (1059–67) 에 의해 콘스탄티노스 리후디스의 뒤를 이어 콘스탄티노폴리스 총대주교로 선출되었다.

## 총대주교 임기
1072년 요안니스 8세는 성 알렉시오스의 예배당에서 관구장 대주교들과 대주교들의 회의를 주재하여 주교좌 공석에 대한 주교의 선출의 문제를 논의하였다. 미하일 키룰라리오스는 콘스탄티노폴리스에 거주하던 관구장 주교들이 선거에 참여하는 것을 금지했다. 그러나 요안니스 8세는 관구장 주교들이 때때로 교회 사업이나 질병 때문에 수도에 장기간 머물러야 한다는 것을 인정했다. 회의는 요안니스 8세의 동의를 얻어, 총대주교에게 자신의 의사를 사전에 통지한 관구장 주교는 콘스탄티노폴리스에 거주하는 동안 다시 투표할 수 있도록 하였다. 그의 사후 유해는 1075년 8월 2일 앙구리온 수도원에 매장되었다.
요안니스 8세는 트라페준타의 성 에브게니오스의 성인전을 썼다.
요안니스 8세는 동방 정교회에서 시성되었고 축일은 8월 30일에 기념된다.